# Operació Swordfish
 Operació Swordfish  (original en anglès: Swordfish) és una pel·lícula d'acció/Thriller estatunidenca estrenada el 2001 i dirigida per Dominic Sena. Ha estat doblada al català. La pel·lícula és un thriller d'acció conegut per comptar amb la primera escena de topless de Halle Berry. La pel·lícula se centra al voltant de Stanley Jobson, un expirata informàtic contractat per resoldre el robatori d'un banc.
Als Estats Units, la pel·lícula va rebre de la Motion Picture Association of America la qualificació de R per violència, llenguatge, i una mica de sexualitat/nuesa.

## Argument
Stanley Jobson (Hugh Jackman) és un pirata informàtic que va infectar el programa Carnivore de l'FBI amb un potent virus informàtic, retardant el seu desplegament uns quants anys. Després de dos anys a la presó, Stanley és contractat pel misteriós Gabriel i la seva ajudanta Ginger, per tal de crear un virus informàtic. L'objectiu és recuperar els diners tèrbols oblidats en comptes de l'Estat. A canvi Gabriel es compromet a ajudar financerament Stanley perquè que obtingui jurídicament la custòdia de la seva filla.

## Repartiment
- Hugh Jackman: Stanley Jobson
- John Travolta: Gabriel Shear
- Halle Berry: Ginger Knowles
- Don Cheadle: L'agent Roberts
- Rudolf Martin: Axel Torvald
- Sam Shepard: El senador Reisman
- Camryn Grimes: Holly Jobson
- Vinnie Jones: Marco
- Zach Grenier: A.D. Joy
- Astrid Veillon: (cameo)

## Al voltant de la pel·lícula
- El nom d'un dels pirates informàtics, Alex Torvald, és una referència a Linus Torvalds el dissenyador de Linux. Són tots dos de Finlàndia.
- Els dos actors principals de la pel·lícula, Hugh Jackman i Halle Berry treballen també junts a la trilogia X-Men